# Karl Pilkington
Karl Pilkington (født 23. september 1972) er en engelsk rejseshowsvært, komiker, forfatter, tidligere radioproducer og skuespiller. Han blev først kendt som producer for Ricky Gervais og Stephen Merchants radioprogram på XFM.
Han er medvirkende i The Ricky Gervais Show, præsenterede Sky's tv-rejsekomedie An Idiot Abroad, og gjorde sin skuespilsdebut på Ricky Gervais' dramakomedie Derek. Pilkington har startet, sammen med Gervais og Merchant, et tv-produktionsfirma med titlen RiSK Productions. For tiden deltager Pilkington i Sky 1's rejsekomediedokumentarserie, The Moaning of Life.

## Filmografi

### Film
| År   | Titel                | Rolle     | Noter                            |
| ---- | -------------------- | --------- | -------------------------------- |
| 2004 | Politics             | Sig Selv  | Segment: "Meet Karl Pilkington"  |
| 2009 | Meet Karl Pilkington | Sig Selv  | The Invention of Lying DVD extra |
| 2010 | Cemetery Junction    | Extra     |                                  |
| 2012 | Chingari             | Rapporter |                                  |

### Television
| År           | Titel                  | Rolle         | Noter                                       |
| ------------ | ---------------------- | ------------- | ------------------------------------------- |
| 2003         | Flipside TV            | Sig Selv      |                                             |
| 2006         | 3 Minute Wonder        | Sig Selv      | Segment: "Some Thoughts by Karl Pilkington" |
| 2007         | Comedy Lab             | Sig Selv      | Episode: "Karl Pilkington: Satisfied Fool"  |
| 2007         | Extras                 | Autografjæger | Episode: "2007 Christmas Special"           |
| 2010–2012    | The Ricky Gervais Show | Sig Selv      | Stemme                                      |
| 2010–2012    | An Idiot Abroad        | Sig selv      |                                             |
| 2012–2014    | Derek                  | Dougie        |                                             |
| 2013–present | The Moaning of Life    | Sig Selv      |                                             |

### Radio
| År        | Titel                  | Rolle    |
| --------- | ---------------------- | -------- |
| 2001–2011 | The Ricky Gervais Show | Sig Selv |